# Vicariato Apostólico de Beirute
O Vicariato Apostólico de Beirute (em latim: Vicariatus Apostolicus Berytensis) é uma jurisdição missionária de rito latino pré-diocesana isenta da Igreja Católica no Líbano, onde os católicos orientais são muito mais numerosos. Em 2010, foram 15.000 batizados. Seu atual vigário apostólico é Cesar Essayan, OFMConv.
Sua catedral episcopal é a Catedral de São Luís, Beirute, na capital nacional Beirute, enquanto a antiga catedral dos cruzados em Tiro está em ruínas.

## Antecedentes
A presença católica no Líbano de rito latino começa com as Cruzadas no final do século XI e termina com a derrota final dos cruzados e o desaparecimento dos principados cruzados no Levante após meados do século XIII. Nesse período, nas terras correspondentes ao atual Líbano se estabeleceram vários eclesiásticos latinos, que na maioria das vezes foram suplantando antigos bispados dos primórdios do cristianismo: a Arquidiocese de Tiro, da qual dependiam as dioceses sufragâneas do bispo católico latino de Acre, Cesareia de Filipe, Sidon e Berytus (moderna Beirute), enquanto do Patriarca latino de Antioquia dependiam as dioceses sufragâneas de Biblos, Trípoli e Tartus. Essas dioceses desapareceram com o fim do período cruzado e permanecem hoje principalmente como donas dos locais.
O latim continuou presença no país com os Frades Menores, que chegaram já no século XIII, e depois com missionários de outras ordens religiosas, como os Frades Capuchinhos, os Carmelitas, os Vicentinos e os Jesuítas, que chegaram no século XVII. Para os fiéis de rito latino do Líbano não foi instituído nenhum distrito eclesiástico até o final do mandato francês no final da Segunda Guerra Mundial: o Delegado Apostólico (enviado diplomático papal) da Síria exercia as funções do bispo dos católicos latinos do Líbano.

## História
O vicariato apostólico foi erigido em 4 de junho de 1953 com a bula papal Solent caeli  do Papa Pio XII, com território que foi tomado do Vicariato Apostólico Sírio de Alepo. O vigário apostólico é membro da Conferência dos Bispos Latinos das Regiões Árabes.
Desfrutou de uma visita papal de Bento XVI em setembro de 2012.

## Organização
O vicariato apostólico estende sua jurisdição sobre todos os fiéis católicos de rito latino no Líbano. Fica isento, ou seja, sujeito diretamente à Santa Sé, não faz parte se nenhuma província eclesiástica.
Seu território é dividido em apenas oito paróquias latinas.

## Ordinários episcopais
- Eustace John Smith, O.F.M., Bispo Titular de Apamea Cibotus (8 de dezembro de 1955 - 1973 Renúncia)
- Paul Bassim, O.C.D., Bispo Titular de Laodiceia ad Libanum (8 de setembro de 1974 – 30 de julho de 1999 Aposentado)
- Paul Dahdah, O.C.D., Arcebispo Titular de Aræ na Numídia (30 de julho de 1999 - 2 de agosto de 2016)
- Cesar Essayan, O.F.M. Conv. (2 de agosto de 2016 - presente)